# Прапор Токелау
Токелау є залежною територією Нової Зеландії. Офіційним державним прапором Токелау до 2009 року був прапор Нової Зеландії. Хоча часто використовувався неофіційний прапор, запроваджений 1989 року: на ньому три зірки символізували три атоли, які формували Токелау; пальма уособлювала місцеву флору, а синій колір означав Тихий океан.
У червні 2007 року парламент Токелау ухвалив рішення про затвердження прапора, гімну та національної емблеми Токелау. Проєкт прапора становив собою синє полотнище із зображенням стилізованого полінезійського каное та чотирьох зірок. Зірки символізували три атоли — (Атафу, Нукунону та Факаофо), а також острів Суейнс, який культурно й історично є частиною Токелау, але адміністративно та політично перебуває під управлінням Американського Самоа. Розташування зірок на прапорі символізувало географічне розміщення островів.
В травні 2008 року парламент Токелау схвалив остаточні версії національних символів. На відміну від попереднього проєкту прапора, розміщення зірок стало символізувати сузір'я Південного Хреста.
7 вересня 2009 року генерал-губернатором презентовано новий прапор Токелау, а вперше його офіційно було піднято 21 жовтня 2009 року.

Прапор Нової Зеландії

Проєкт прапора 1989 р.